# بيتر دارك
بيتر دارك (بالإنجليزية: Peter Darke)‏ هو لاعب كرة قدم بريطاني في مركز ظهير ‏، ولد في 21 ديسمبر 1953 في إكستر في المملكة المتحدة. لعب مع نادي إكزتر سيتي ونادي بليموث أرجايل ونادي توركي يونايتد.